# Adroaldo Ribeiro Costa
Adroaldo Ribeiro Costa (Salvador, 13 de abril de 1917 — Salvador, 27 de fevereiro de 1984), segundo dos três filhos de Arlindo da Silva Costa e Alina Ribeiro Costa, foi um  jornalista, advogado, teatrólogo, professor, escritor e compositor, considerado um dos pioneiros do teatro infantil no Brasil.

## Biografia
Cresceu em Santo Amaro da Purificação, tendo estudado no Ginásio Santamarense, fundado e dirigido pelo pai, Arlindo da Silva Costa, em 1928, um estabelecimento de ensino pioneiro na educação secundária no interior do Estado da Bahia; na capital do estado formou-se bacharel em ciências jurídicas e sociais na Faculdade Livre de Direito da Bahia em 1936, mas a seguir dedicou-se ao magistério em vários estabelecimentos de ensino secundário e na Faculdade de Ciências Econômicas da Universidade Federal da Bahia.
Em 1943 assumiu o rádio-teatro da emissora Rádio Sociedade da Bahia com um programa infantil e educativo Hora da Criança, (que teve duração de trinta e cinco anos) ; em 22 de dezembro de 1947 efetuou a encenação da Opereta Narizinho, baseada na obra de Monteiro Lobato "A menina do Narizinho arrebitado" , o primeiro a fazer adaptação da obra do escritor, inaugurando no Brasil o teatro infantil, encenada no Teatro Guarani; graças ao sucesso deste trabalho vários outros se seguiram, procurando sempre emprestar um caráter didático às peças encenadas.
Colaborou, como cronista esportivo e crítico de teatro, e usando pseudônimos como Drodoala, anagrama de Adroaldo, José Caetano (J.C.) e ARCO, formado pelas iniciais do seu nome completo, com o jornal baiano O Imparcial. Sempre nas áreas do esporte e do teatro, e com os mesmos pseudônimos, colaborou com os jornais Diário de Notícias e Estado da Bahia, ambos dos Diários e Emissoras Associados. No jornal Diário da Bahia, para onde foi a seguir, manteve-se como cronista esportivo, mas também, assinando com o pseudônimo Tomé de Souza, escreveu uma crônica diária com o título geral "O Diário da Bahia". Finalmente, em 1956, passou a fazer parte do corpo redacional do jornal A Tarde, onde se manteve até a sua morte, em 1984. Em A Tarde editou semanalmente por vinte anos a página A Tarde Infantil, dedicada ao público infantil, dirigiu as edições de A Tarde Extra, que passaram a sair às segundas-feiras nos anos 50, e assinou, durante vinte e cinco anos e dois meses, de dezembro de 1958 a fevereiro de 1984, quando morreu, uma crônica diária que, a princípio, recebeu o título geral de "Conversa de Esquina", e o pseudônimo ARCO, mas depois perdeu o título geral e passou a ser assinada pelo seu próprio nome. Foram mais de 7.200 crônicas publicadas, e a sua coluna foi apontada, pelos institutos de pesquisa da época, como a mais lida da imprensa baiana. Cinquenta dessas crônicas foram reunidas por ele próprio no livro Conversas de Esquina, e duzentas outras postumamente coletadas no livro Páginas Escolhidas, 200 crônicas e dois contos, obra organizada por seu sobrinho, o escritor Aramis Ribeiro Costa. Adroaldo foi ainda o editorialista de A Tarde por muitos anos. Participou da televisão estadual, no canal TV Itapoan, e promoveu o Primeiro Salão Infantil Baiano de Artes Plásticas.
Junto a Denise Tavares, foi um dos fundadores da Biblioteca Infantil Monteiro Lobato; Foi dele a ideia, levada ao então deputado Antônio Balbino, de dar o nome do poeta Castro Alves ao teatro que se projetava como principal do estado, em 1948, sendo finalmente inaugurado em 1967 como Teatro Castro Alves. Foi o primeiro diretor do Ginásio de Itapagipe, futuro Colégio Estadual João Florêncio Gomes, diretor do Instituto Central de Educação Isaías Alves (ICEIA), e do Serviço Estadual de Assistência aos Menores do Estado da Bahia (SEAM).

## Obras
Como compositor é autor de várias canções, sobretudo infantis, como "Valsa da Chuva", "Cantiga de Verão", "Totozinho", "Sonho de Bruxa", além de promover o resgate de muitas cantigas de roda.
Seu maior sucesso, entretanto, é o hino do Esporte Clube Bahia, composto em 1946, mas que se tornou o hino oficial desse clube futebolístico em 1956, quando foi gravado com instrumentação para banda do maestro Agenor Gomes e fez parte da campanha dos 10.000 sócios, tornando-se a música preferida dos trios elétricos da época, e sendo tocado também em bailes de carnaval nos clubes sociais de Salvador. Outro grande sucesso de sua autoria foi o Hino da Olimpíada Baiana da Primavera.

### Teatro Infantil
- Narizinho (opereta) - 1947
- Infância (revista) -  1950
- Enquanto Nós Cantarmos (revista) - 1953
- Monetinho (opereta) - 1955
- Timide (fantasia) - 1957
- Nossa Árvore Querida (revista) - 1959

### Discografia
Gravou os seguintes LPs:
- Vinte Anos da Hora da Criança
- Navio Negreiro
- Hora de Cantar

### Publicações
- Oração à Juventude - (discurso) - 1942
- Conceito e Valor da História - em face de três realidades: o Professor, o Aluno, a Lei - (tese) - 1954
- Conversas de Esquina - (crônicas) - 1968
- A Independência Foi Guerra na Bahia - (revista em quadrinhos) - 1973
- Igarapé - História de uma Teimosia - (história, memória) - 1982
- Páginas Escolhidas - 200 Crônicas e Dois Contos (crônicas, póstumo, organizado por Aramis Ribeiro Costa) - 1999
- Encontros com a Juventude (discursos) - inédito.

## Homenagens
Recebeu, em vida, a Medalha Carneiro Ribeiro, da Secretaria Estadual de Educação da Bahia.
Adroaldo Ribeiro Costa é nome de escola em Salvador, situada no bairro do Cabula; também na cidade de Simões Filho há um estabelecimento de ensino com seu nome.